# Residualkategorie
Unter einer Residualkategorie oder Restkategorie versteht man in der Statistik (z. B. innerhalb der empirischen Sozialforschung) oder bei Methoden der Klassifizierung eine Kategorie, in der alle Objekte erfasst werden, die auch nach der Ausnahmebehandlung keiner sonst bestimmten Klasse eindeutig zugeordnet werden können (d. h. Ausnahmen, die nicht durch eine Regel bestätigt werden).
Eine große Anzahl von Objekten in einer Residualklasse verweist in der Regel auf ein unzureichendes Klassifikationssystem. Manche Kritiker der Anwendung von Statistik in der Sozialforschung wenden ein, dass innerhalb der Sozialwissenschaften kein Klassifikationsschema aufgestellt werden kann, das ohne Residualkategorie auskommt.